# ローマ都市一覧
ローマ都市一覧（ローマとしいちらん）は、古代ローマ文明下の歴史上の都市と、古代ローマ文明下で建設または整備された都市を起源とし、かつ現存する都市名の一覧。(en:List of cities founded by the Romans)

## 概要
ローマ都市とは、現在から数えて約2000年前に、地中海を中心に、西アジアから北アフリカ、ヨーロッパ大陸にまたがって、ローマ帝国が残した都市で、ローマ帝国は本来の領域であるイタリア半島のほかにも、領土を拡大し多くの民族を抱えながら数多くの都市を建設するにいたった。

## 一覧
アルジェリア
- スーク・アフラース
- ジェミラ
- ティパサ
- ティムガッド
- ビスクラ
- アンナバ（ヒッポレギウス (Hippo Regius) ）
- ダイアナ・ナベテラノラム (Diana Veteranorum)

アルバニア
- アポロニア
- ドゥラス

イスラエル
- アエリア・カピトリナ
- ヤブネ

イングランド
- アルチェスター (Alchester)
- デルベンティオ (Derventio) （en:Derventio_Coritanorum/リトル・チェスター）
- アクア・スリス (Aquae Sulis)
- アンカスター (Ancaster_(Roman_town))
- イスリウム (Isurium Brigantum)
- ウェンタ・ベルガルム (Venta Belgarum) （ウィンチェスター）
- ヴェルラミウム（セント・オールバンズ）
- カイスター (Caister-on-Sea)
- カンタベリー（ドゥロヴェルヌム (Durovernum Cantiacorum) ）
- コルチェスター
- コリア（コーブリッジ (Corbridge) ）
- コリニウム・ドブノルム (Corinium Dobunnorum)
- シティ・オブ・ウィンチェスター
- セント・オールバンズ
- タッドカスター (Tadcaster)
- ダービー・レースコースのローマ定住地
- チェスタートン (Chesterton, Warwickshire)
- チャーターハウス (Charterhouse_(Roman_town))
- チェスター
- チチェスター
- デブリ (Dubris)
- ドゥルノヴァリア (Durnovaria)  (ドーチェスター)
- ノヴィオマグス (Noviomagus、 (Noviomagus Reginorum) )
- バース
- バーグ城ローマンサイト (Burgh_Castle_(Roman_fortification))
- ヴェンタ・イセノラム (Venta_Icenorum)
- ポルトゥス・レマニス (Portus_Lemanis)
- マンチェスター
- メディオ (Mediolanum (Whitchurch))
- モリドゥヌム (Moridunum (Axminster))
- ラタエ・コリタノルム (Ratae Corieltauvorum)
- リッチバラ
- リンジー王国リンダム・コロニア (リンカーン)
- リンディニス (Lindinis)
- レイントワーディン (Leintwardine)
- レスター
- ロンドン

イタリア
- アウグスタバジエンノルム (Augusta_Bagiennorum)
- アクイレイア/アクイレイアの遺跡地域と総大司教座聖堂のバシリカ
- アスティ
- アックイ・テルメ
- アッシジ
- アナーニ
- アポロニア（シチリア島） (Apollonia_(Sicily))
- イヴレーア
- ヴァード・リーグレ
- ヴェルチェッリ
- ヴェンティミーリア
- エリュクス（シチリア島）
- エルコラーノ（旧ファラクリネ (Falacrine) ）
- エンテッリーナ (Entellina)
- オスティア
- オスティア・アンティカ
- オルベテッロ（旧コサ (Cosa) ）
- カイニーナ (Caenina (town))
- ガエータ
- カザーレ・モンフェッラート
- カステルセプリオ
- カターニア
- カピッツィ
- カメリア (Cameria)
- カリャリ
- キアヴェンナ
- キエーリ（Carreum Potentia）
- クレモナ
- コモ
- コルフィーニオ（Corfinium）
- コンコルディア・サジッターリア
- コンコルディア・ウリカワ
- サレルノ
- シエーナ
- ジェノヴァ
- シャッカ
- ダイダリウム (Daedalium)
- タオルミーナ
- チェファル
- ツスクルム (Tusculum)
- テルミニ・イメレーゼ
- トリノ（旧名：オーガスタ・タウリノルム (Augusta Taurinorum) ）
- トルトーナ
- ナコナ (Nacona)
- ナポリ
- バーリ
- パエストゥム
- パドリア
- パレストリーナ
- ピアチェンツァ（プラセンティア (Placentia) ）
- ピストイア (Pistoria)
- ファーノ (Falerii Novi)
- フィレンツェ（フロレンティア (Florentia) ）
- フェーローニア (Lucus Feroniae)
- フェロニア（エトルリア）
- フォルリ（フォーラム・リヴィ (Forum Livii) ）
- フォーラム・フルウィ (Forum Fulvii)
- フォーラムノヴム (Forum Novum)
- ペスキエーラ・デル・ガルダ
- ペルージャ
- ヘルクラネウム
- ベッルーノ（ベルム(Belum)）
- ボッビオ
- ポルト・トッレス
- ボローニャ（ボノニア(Bononia)）
- ポンペイ
- マッサ（Massa）
- マントゥア
- マントヴァ
- ミセヌム
- ミラノ
- メラーノ
- モンツァ（旧名：モドエティア(Modoetia)）
- ラヴェンナ
- ルーニ
- リミニ（アリミナム(Ariminum)）
- レッジョ・エミリア（レギウム・レピディ (Regium Lepidi) ）
- ローマ（マーレディス、フォロ・ロマーノ）

エジプト
- アレクサンドリア
- アンティノポリス (Antinoöpolis)

オーストリア
- アイゼンシュタット
- アグントゥム (Aguntum)
- ウィンドボナ
- ウィーン
- クルニア (Clunia,_Austria)
- カルヌントゥム
- ザルツブルク
- テウニア (Teurnia)
- ノライア (Noreia)
- バーデン・バイ・ウィーン
- フラビア・ソルバ (Flavia_Solva)
- ブレゲンツ
- リンツ

オランダ
- ナイメーヘン

ギリシャ
- アンフィポリス
- コリントス

クロアチア
- アクア・イアサエ (IasaeAquae_Iasae)
- エピダウロス (ダルマチア) (エピダウリュウム, Epidaurum)
- オシエク
- クニン
- クリクヴェニツァ (Crikvenica)
- ザグレブ
- ザダル（旧イアダー (Iader) ）
- シサク（旧シシア(Siscia)）
- スラヴォンスキ・ブロッド (Slavonski Brod) （旧マルソニア(Marsonia)）
- セニ
- ソリン（旧サロナ (Salona) ）
- ツァヴタット (Cavtat) （旧エピダウラム (Epidaurum) ）
- ドゥブロヴニク
- ヴィド (Vid) （旧ナロナ (Narona) ）
- プーラ (クロアチア)（旧ピエタス・ユリア・ポーラ (Pietas Iulia Pola) ）
- ヤドラニヴォ (Jadranovo)

ジブチ
- ベレニス・エピデイレス (Berenice_Epideires)

シリア
- アパメア
- カルケミシュ
- ドゥラ・エウロポス
- パルミラ
- ボスラ
- ホムス
- ラタキア

スイス
- オーガス (Augst) （旧オーガスタ・ラウリカ (Augusta Raurica)
- シオン (スイス)
- ニヨン (スイス)（旧ノビオドゥヌム (Noviodunum)
- マルティニー

スペイン
- ア・コルーニャ (A Coruña) （旧ブリガンティウム(Brigantium)）
- アストルガ
- アリカンテ
- イルニャ＝ベレイア (Iruña-Veleia)
- カセレス
- カルテイア (Carteia)
- クルニア (Clunia)
- コルドバ (Córdoba) （旧コロニア・パトリシア・コルドゥバ(Colonia Patricia Corduba)）
- サグント
- サンティポンセ (Santiponce) （旧イタリカ (Italica)
- ジローナ (Girona) （旧ゲルンダ (Gerunda) ）
- セビリア（旧ユリア・ロムラ・ヒスパリス(Iulia Romula Hispalis)）
- タラゴナ（旧タラコ (Tarraco)
- タラサ
- タラベラ・デ・ラ・レイナ
- トゥム
- デュラトン (Duratón) （旧コンフロエンタ(Confloenta)）
- バルセロナ
- パルマ・デ・マヨルカ (Palma de Mallorca) （旧パルマ(Palma)）
- バレンシア (スペイン)（旧ヴァレンティア・エデタノラム(Valentia Edetanorum)）
- パンプローナ（旧ポンパエロ(Pompaelo)）
- ポレンチア (Pollentia (Majorca))
- メリダ (スペイン)
- ユリア・トラダクタ (Iulia_Traducta)
- ラス・メドゥラス
- ルーゴ (スペイン)
- ルビー (スペイン)
- レオン (スペイン)（旧カストラ・レギオニス(Castra Legionis)）

スロベニア
- イゾラ (スロベニア)
- エモナ
- コペル
- ツェリェ
- プトゥイ
- リュブリャナ（旧ユリア・アエモナ (Iulia Aemona)

セルビア
- ジトラジャ (Žitorađa)
- シルミウム
- ベオグラード（シンギドゥヌム (Singidunum) ）
- スルチン (地名)
- スタリ・スランカメン (Stari_Slankamen)
- ゼムン
- ニシュ（旧ナイスス(Naissus)）
- ノヴィ バノヴィチ (Novi Banovci)
- ビジングラッド
- ビミナツィウム (Viminacium)
- ペトロヴァラディン
- ベラ・パランカ (Bela Palanka)
- マルグス (Margus (city))

チュニジア
- ウティカ
- エル・ジェム
- タプスス

ドイツ
- アーヘン
- アウクスブルク
- アーヘン
- アウクスブルク
- ヴィースバーデン
- ヴァルトギルメス (ラーナウ＝ドルラー）
- クサンテン
- ケルン
- コブレンツ
- コロニア・クラウディア・アラ・アグリピネンシウム (Colonia Claudia Ara Agrippinensium)
- コンスタンツ
- シュパイアー
- トリーア（旧オーガスタ・トレベロラム (Augusta Treverorum)
- ニダ
- ノイス
- バーデン＝バーデン
- パッサウ
- ボン
- マインツ (モゴンティアクム (Mogontiacum)）
- レーゲンスブルク

トルコ
- アイボラ (Ibora)
- アラシェヒル
- イスタンブール
- イズニク
- ヴィゼ (Vize)
- エディルネ
- エルズルム
- エルメネク (Ermenek)
- カイセリ
- ハッラーン（カルラエ(Carrhae)）
- キュジコス
- ゲリボル
- コマナ (Comana_(Cappadocia)) （カッパドキア）
- コマナ・ポンティキ (Comana Pontica)
- コマナ行政長官の統治区
- コロサイ
- コンスタンティノープル
- サルディス
- シャンルウルファ
- スィヴァス
- スィノプ
- セバステイア (Sebasteia (Sivas) ）
- ダラ (Dara_(Mesopotamia))
- タルスス
- チャンクル（ゲルマニコポリス (Germanicopolis (Bithynia)) ）
- テオドシオポリス（Theodosiopolis, エルズルム）
- デルベ (Derbe)
- トラブゾン
- ドリュラエウム (Dorylaeum)
- ドロン (Doron_(Pliny))
- ニカイア
- ニコポリス (Nicopolis_(Armenia))
- ニコメディア
- バジェ (Bageis)
- ハッラーン
- ヒエラポリス-パムッカレ
- ビレジク
- ペルガモン
- マラティヤ
- ミシア (Mysia)
- ミリナ (Myrina_(Aeolis))
- モキッソス (Mokissos) （クルシェヒル)
- モプスエスティア (Mopsuestia)
- ルステラ

ハンガリー
- アクインクム
- エステルゴム
- ショプロン
- セーケシュフェヘールヴァール
- セゲド
- ソンバトヘイ
- ブダペスト

パレスチナ自治区
- ナーブルス

フランス
- アウグスタ・スエッシオヌム (Augusta Suessionum)
- アウグスタ・ウィロマンドゥオルム (Augusta Viromanduorum)
- アプト
- アルジャンタン (Argentomagus)
- アルル
- アレシア
- アンセリュヌ遺跡 (Oppidum D'Ensérune)
- アンブラン
- ヴィエンヌ (イゼール県)
- ヴュー（カルバドス）
- エヴルー(メディオラナム・アウラーコルム (fr:Mediolanum_Aulercorum) ）
- エクス＝アン＝プロヴァンス
- オッピドゥム・ダルティムリウム (Oppidum_d'Altimurium)
- カッセル (Cassel,_Nord)
- グラヌム
- ゴルゴビナ (Gorgobina)
- コル・デ・セイサットのローマ人居住地 (Agglomération_romaine_du_col_de_Ceyssat)
- コンデ＝シュル＝レスコー
- サン＝ベルトラン＝ド＝コマンジュ (Saint-Bertrand-de-Comminges)
- サント(メディオSantonum)
- シェレ (Cherré_(archaeological_site))
- ジュブラン (Jublains)
- ストラスブール
- ソワソン
- トゥールーズ
- ナルボンヌ (Narbonne) （旧コロニア・ナルボ・マルティウス(Colonia Narbo Martius)
- ニーム (フランス)
- ヌヴェール
- ノワイヨン
- パリ（旧ルテティア パリシオラム (Lutetia Parisiorum)
- ブール＝サン＝モーリス
- ブザンソン（旧ベソンティオ (Vesontio)
- ベジエ
- ボルドー
- マリアナ（コルシカ島） (Mariana,_Corsica)
- マルセイユ
- メス (フランス)
- ラマ (Rama (Gaul))
- リモージュ
- リュク＝アン＝ディオワ (Luc-en-Diois)
- リヨン（旧ルグドゥヌム (Lugdunum)
- ル・マン

ブルガリア
- アブリトゥス (Abritus))
- ヴァルナ (ブルガリア)
- オブゾー (Obzor)
- キャビル (Cabyle)
- スヴィシュトフ
- スタラ・ザゴラ
- ソゾポル
- ソフィア (ブルガリア)
- ディオクレティアノポリス (Diocletianopolis_(Thrace))
- ニコポリス・アド・イストルム
- ニコポリス・アド・ネストゥム (NestumNicopolis_ad_Nestum)
- プンタナ (ブルガリア)
- ポモリエ
- ラティアリア（en:Ratiaria(モエシア)現アルカール）
- ラズグラト
- ルエン (ブルガス州)
- ルセ

ベルギー
- トゥルネー
- トンゲレン（旧アトゥアトゥカ トゥングロラム (Atuatuca Tungrorum)

ポルトガル
- エヴォラ
- コニンブリガ
- サンタレン（旧スカラビス (Scalabis)
- シーネス
- ブラガ
- ベージャ
- ポボア・デ・バルジン（旧ヴィラ エウラチーニ(Villa Euracini)
- リスボン

マケドニア
- スコピエ

モンテネグロ
- ポドゴリツァ

モロッコ
- ヴォルビリス

ヨルダン
- ウム・アル＝ラサス
- ジャラシュ
- ペトラ

リビア
- キュレネ
- サブラタ
- レプティス・マグナ

ルーマニア
- アルバ・ユリア
- クラヨーヴァ
- クルジュ＝ナポカ
- コンスタンツァ
- サルミゼゲトゥサ
- シビウ
- ジュルジュ
- ドロベタ＝トゥルヌ・セヴェリン
- トゥルダ
- ナポカ (Napoca_(castra))